# Odderøya
Odderøya (dansk: ~ Odderøen) er en ø udenfor Kristiansand i Norge, forbundet til fastlandet med broer syd for centrum af byen. Øen bruges i dag på forskellige måder. Odderøya er et rekreativt område for byens befolkning, og der udføres mangfoldig kulturel aktivitet. Havnen på vestsiden af Odderøya er en del af Kristiansand Havn. Resten af øen er et tidligere militært område. Der har været flere fæstningsværk på øen på forskellige tidspunkter. I en periode var den nordlige del af øen karantænestation med et lazaret for pest-syge.

## Historie
Der er tegn på, at der har været mennesker på øen også i fordums tid. I Bendiksbukta er der fundet en dolk, en økse og andre redskaber i flint som skriver sig tilbage til stenalderen.
Fra 1667 og fremover blev der rejst et batteri på Nederbjærget på Odderøya (senere Lazarethøjden), med nogle kanoner som var beskyttet af et bolværk af jord, sten og træstammer. Batteriet støttet Christiansholm Fæstning med flankerende ild, og kunne også bombardere dele af Vestre Havn. Fæstningen fik også et tårn og en ringmur af sten. Dette arbejdet blev afsluttet i 1697. På sit højeste var der 15 kanoner på fæstningen..
Hundrede år senere, i 1797 blev det besluttet, at stedet ville blive overført fra Fæstningsværket til Karantænevæsenet. Der blev taget en beslutning om opførelse af et "Quarantaine-Lazaræth" for besætninger på skibe hvor der var brudt ud pest ombord, og dette skulde bygges på Odderøya. I 1804 blev bygeriet af karantænestationen med en lang mur i sten for at blokere området afsluttet. "Det Kgl. Quarantaine-Lasaræth for Kongerigerne Danmark-Norge samt Hertugdømmerne Slesvig-Holsten” var Nordeuropas største og mest anerkendte karantænestation. Efter at have været karantænestation i mere eller mindre kontinuerlig drift i 110 år, blev den endeligt lukket i 1914.
Da der igen var en risiko for krig, blev det bygget et fæstningsværk på den sydlige del af Odderøya i begyndelsen af 1800-tallet, kaldet Søndre Batteri. Andre dele af Odderøya fik kraftfulde kanonstillinger i begyndelsen af 1900-tallet. Der var både et Hoved-, et Mellem-, et Søndre-, et Vestre- og et Østre Batteri, samt flere anti-luftskyts positioner og en lygte stilling.

### Anden Verdenskrig
Ved udbruddet af den Anden Verdenskrig 9. april 1940 blev fæstningen angrebet af en tysk flådestryke. Fæstningen besvarede ilden og forsinket det tyske angrebet. Bomberfly fra Luftwaffe angreb også fra luften. Tre gange mellem 5:00 og 7:00 forsøgte tyskerne at trænge ind og sætte tropper i land, men valgte at trække sig tilbage på grund af beskydning fra Odderøya. Klokken ti besluttede kommandanten på den tyske krydseren Karlsruhe at bryde igennem uanset hvor hård modstanden ville være. I mellemtiden, fik forsvarerne på Odderøya en forvirrende besked om ikke at skyde på britiske eller franske krigsskibe. Da tyskerne angreb igen, blev et signalflag forvekslet med et fransk flag, og fæstningen tilbageholdt yderligere beskydning. Tyske tropper blev sat i land og mødte ingen modstand. Den norske kommandant overgav fæstningen efter at den også var bombet fra luften, og den blev besad af tyskerne. Under søslaget kom det tyske fragtskib MS Seattle under krydsild. Skibet blev skudt i brand, og blev efterladt drivende i Kristiansandsfjorden. De tyske styrker besad fæstningen. 8 nordmænd blev dræbt under kampene. Fæstningen blev yderligere styrket under den tyske besættelse. Efter krigen var fæstningen blandt andet base og rekrutskole for det norske kystartilleri, indtil den blev udfaset og ophørede som fæstning i 1992.
I det område, hvor den tidligere fæstning lå, har der været og er koncerter, festivaler og kunstudstillinger. Det er også et populært vandreområde.

## Kultur og fritid
I dag er Odderøya, med beliggenheden tæt på centrum af Kristiansand, en populær destination for oplevelser. Der er en masse levn fra fortiden. En række kunstnere har deres atelier på Odderøya. Der arrangeres udendørs koncerter og festivaler (som Quartfestivalen). Meget af Odderøya består af skove, og der er populært at gå vandreture. Øens højeste punkt er Odderøytoppen, der ligger 92 m.o.h.. De, der kan lide at tage et bad fra klipperne eller de små strande på øen, eller fiskeri med fiskestang, vil finde mange muligheder for det på Odderøya. Udsigten fra toppen af øen er overvældende. Der er vilde rådyr på Odderøya og salamandre i nogle damme. Odderøyas Venner udfører omfattende frivilligt arbejde, blandt andet cafè hver søndag 11-16 hele året i den tidligere vagtmandsboligen helt syd på øen.
Fæstningen har pligt til at skyde salut vigtige mærkedage. Det sker på Karantenehøjden (Nederbjærget), som også er den ældste del af fæstningen.

### Udendørs koncertsteder
I årenes løb, har Odderøya været et populært koncertsted. Mange verdensberømte musikere har holdt udendørs koncerter på de to koncertsteder på øen, Odderøya Amfi og Bendiksbukta. Her er nogen, der har holdt koncerter på Odderøya: David Bowie, Bryan Adams, Alice Cooper, John Fogerty, Bob Dylan, Sting, The Who, Black Eyed Peas, Damian Marley, Backstreet Boys, Pink, Slash, Oasis, Snoop Dogg, 50 Cent, Muse, Coldplay og No Doubt.

## Silokaia og marinaen
Den såkaldte Silokaia er havnen på på den vestlige side af øen. Den tjener blandt andet den omfattende cruise trafikken til Kristiansand. Ved siden af kornsiloen finder vi Kilden teater- og koncerthus som åbnet i 2012. Syd for havnen ligger Odderøya fyr.
Syd for havnen på Odderøya er stejle klipper. Der er en gangvej ned til Odderøya fyr fra det vestre batteri. På vejen oser ud vond lugt, fordi byens rensningsanlæg er beliggende i en tunnel ind i klippen nedenfor. Der er også en trappe op og ned fra fyret til den sydlige del af Odderøya. At slentre omkring disse trapper er på egen risiko, på grund af fare for at sten eller blokke løsner fra den stejle klippevægen.
I juli 2015 åbnet Odderøya Museumshavn på den nordlige del af øen.

## I fremtiden
Brugen af øen har været debatteret siden fortet blev opgivet. I hvilket omfang bør nybygning være tilladt, og hvad bør der bevares? Der er udbredt enighed om at der skal bevares meget af historisk værdi. Men i hvilket omfang bør der byges ud på den vestlige side af øen, som bevaringsplanen giver mulighed for? Hvad skal gøre plads til mere hensigtsmæssige bygninger? Det er en debat, der stadig er i gang. Der er planer om at renovere, gendanne og genåbne bunkeren under kanonstillingerne på toppen af øen som et museum.
Det er besluttet at bygge et boligområde tæt på kajen, hvor den gamle kornsilo står i dag. Dette område har fået navnet Kanalbyen. Her skal skabes kunstige kanaler mellem de nye højhuse. Den gamle kornsilo vil blive konverteret til nyt og omfattende kunstgalleri.

## Galleri
- Dette hus blev oprindeligt bygget som krudthus[1]
- Lazarethøjden set fra Kristiansand centrum[1]
- De ældste kanoner på Odderøya stammer fra slutningen af det 17. århundrede.
- Søndre Batteri med kanon fra det tidlige 19. århundrede[1]
- Vagtmandsboligen. Her er cafè hver søndag 11-16[1].
- Kanon fra den anden verdenskrig i Mellembatteriet.
- Bendiksbukta (koncertlokation 1)[1]
- Odderøya Amfi (koncertlokation 2)[1]
- Et af ankerne fra MS Seattle er udstillet på Odderøya.